# Sindrome da allergia sistemica al nichel
L'allergia al nichel è una delle dermatiti da contatto e non più frequenti, caratterizzata da reazioni allergiche cutanea, ma anche con presenza di gonfiori derivanti dal contatto o l'ingerimento con l'elemento nichel.
Sarebbe definita sindrome da allergia sistemica al nichel la comparsa di eczemi tipici di questa allergia o di sintomi a livello di organi diversi dalla cute, come l'intestino e l'apparato respiratorio, in seguito all'ingestione di alimenti ricchi di nichel in soggetti con allergia cutanea a questo elemento.
L'esistenza stessa di questa patologia è controversa. Ad oggi i dati presenti in letteratura sono pochi e derivanti quasi esclusivamente da studi di bassa qualità (tranne alcuni) di alcuni centri allergologici italiani. I sintomi che sarebbero associati alla sindrome da allergia sistemica al nichel sono vari. La Sindrome dell'intestino irritabile è la patologia più simile alla sindrome da allergia sistemica al nichel, ma non è la stessa cosa.
L'utilità di diete povere di nichel è controversa e spesso attuata senza una corretta anamnesi e senza l'uso di test diagnostici validati come il patch test.